# منطقه مرزی

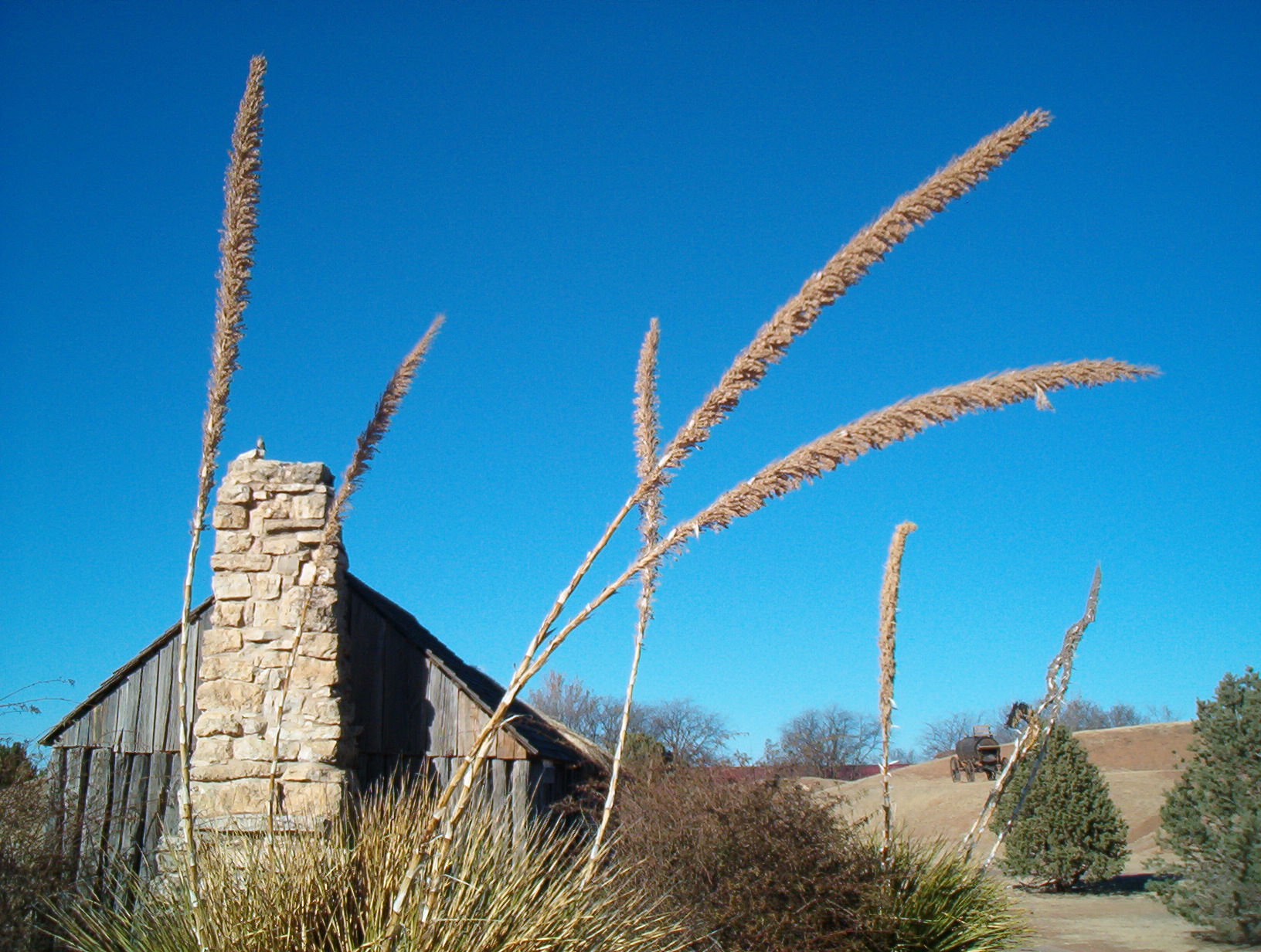
یک منطقه مرزی در لاباک، تگزاس

منطقه مرزی منطقه‌ای جغرافیایی و سیاسی نزدیک یا دور از یک مرز است. این اصطلاح در زبان انگلیسی (به انگلیسی: Frontier) از زبان فرانسوی در سده ۱۳ گرفته شده‌است. منطقه مرزی «منطقه‌ای از کشور در مقابل کشور دیگر» است. برخلاف مرز منطقه‌ای غیرقابل تغییر است.